# Dobriceni (okręg Vâlcea)
Dobriceni – wieś w Rumunii, w okręgu Vâlcea, w gminie Stoenești. W 2011 roku liczyła 697 mieszkańców.